# Grote Prijs Stad Geel
Der Grote Prijs Stad Geel war ein belgisches Eintagesrennen im Straßenradsport. Es wurde jährlich von 1996 bis 2013 in der Provinz Antwerpen ausgetragen. Es war von 2010 bis zur letzten Austragung Teil der UCI Europe Tour in Kategorie 1.2. Es wurde organisiert von der Gemeinde Geel.
2014 wurde das Rennen kurzfristig abgesagt und nicht mehr veranstaltet. Der Gemeinderat von Geel gab als Hauptgründe die neuen Gesetze und Vorschriften an, die ihnen als Veranstaltern auferlegt wurden, sowie die steigenden Organisationskosten und die Wirtschaftskrise.

## Strecke
Bei der 18. Austragung des Rennens wurde zuerst eine große Schleife mit 114 km gefahren, gefolgt von 4 lokalen Runden mit je 12,4 km. Die Gesamtstrecke betrug 163,9 km.

## Sieger
| Jahr | Sieger                 | Zweiter                | Dritter           |
| ---- | ---------------------- | ---------------------- | ----------------- |
| 1996 | Geert Omloop           | Christian Van Dartel   | Davy Baptist      |
| 1997 | Mathew Hayman          | Daniël van Elven       | Mikael Wranqvist  |
| 1998 | Andy Vidts             | Sven Nys               | Björn Leukemans   |
| 1999 | Peter Lernout          | Max Becker             | Marc Vlijm        |
| 2000 | Tom Boonen             | Kevin Proost           | Andy Cappelle     |
| 2001 | Ruud Verbakel          | Jeroen Goffin          | Marco Bos         |
| 2002 | Wouter Van Mechelen    | Pieter Ghyllebert      | Gert Steegmans    |
| 2003 | Steven Caethoven       | Dwight Desaever        | Kor Steenbergen   |
| 2004 | Steven Vanden Bussche  | Rik Kavsek             | Romain Fondard    |
| 2005 | Kevin Neirynck         | Kevin Van Den Eeckhout | Evert Verbist     |
| 2006 | Kevin Van Den Eeckhout | Frank Van Kuik         | Jurgen François   |
| 2007 | Gediminas Bagdonas     | Aidis Kruopis          | Maxime Vantomme   |
| 2008 | Joeri Clauwaert        | Bjorn Coomans          | Dieter Cappelle   |
| 2009 | Jens Keukeleire        | Gregory Joseph         | Joeri Clauwaert   |
| 2010 | Timothy Dupont         | Bjorn Meersmans        | Matthew Brammeier |
| 2011 | Sam Bennett            | Jonas Vangenechten     | Dries Depoorter   |
| 2012 | Tom Van Asbroeck       | Michael Van Staeyen    | Benjamin Verraes  |
| 2013 | Yves Lampaert          | Antoine Demoitié       | Tom Devriendt     |